# Familie Mehdorn Stiftung
Die Familie Mehdorn Stiftung zur Förderung der Neurochirurgischen Forschung und der Interkulturellen Kommunikation, kurz FMS, ist eine gemeinnützige Stiftung mit Sitz in Kiel, die im Jahr 2005 von Maximilian und Margarete Mehdorn eingerichtet wurde.

## Stifter
Maximilian Mehdorn war von 1991 bis zu seiner Pensionierung im März 2015 Direktor der Klinik für Neurochirurgie des UKSH, Campus Kiel sowie Ordinarius für Neurochirurgie an der Christian-Albrechts-Universität Kiel.
Margarete Mehdorn ist freiberufliche Übersetzerin und Konferenzdolmetscherin. Ehrenamtlich engagiert sie sich verstärkt im Bereich der deutsch-französischen Beziehungen, etwa als stellvertretende Vorsitzende der Vereinigung Deutsch-Französischer Gesellschaften für Europa e. V. Zwischen 1994 und 2006 war sie außerdem Präsidentin der DFG Schleswig-Holstein Sitz Kiel e. V.
Da die Stifter die Nachwuchsförderung im Bereich der neurochirurgischen Forschung durch die zunehmende Finanzknappheit der öffentlichen Hand bedroht sahen, wollten sie dem durch die Gründung der Stiftung entgegenwirken. Auch die interkulturelle Kommunikation, etwa für private Verständigungsinitiativen, sowie schulische und universitäre Austauschprojekte waren angestrebte Förderungsziele.

## Stiftungszweck
Der Stiftungszweck ist nach § 2 der Satzung „die Förderung von Wissenschaft und Forschung auf dem Gebiet der Neurochirurgie einschließlich ihrer Nachbarbereiche sowie Förderung von Forschung, Bildung, Erziehung und Kooperation im Bereich der interkulturellen Kommunikation zwischen Deutschland und Frankreich und die Beschaffung von Mitteln zur Verwirklichung dieser steuerbegünstigten Zwecke“.
Die Stiftung soll vorzugsweise jungen Menschen aus Schleswig-Holstein zugutekommen. Im Bereich der neurochirurgischen Forschung sollen alle Felder der Neurowissenschaften gefördert werden. Bei der interkulturellen Kommunikation stehen die Verständigung und die Begegnung von Deutschen und Franzosen im Fokus, vorzugsweise junger Menschen aus den Partnerregionen Schleswig-Holstein und Pays de la Loire.

## Preisträger
Die FMS vergab erstmals im Jahr 2007 Förderpreise in den im Stiftungszweck genannten Kategorien. Seitdem erhielten Mediziner, Kulturforscher, Psychologen, Studenten, Schüler, Auszubildende und weitere Gruppen finanzielle Förderung. Insgesamt werden pro Jahr bisher zwischen 15.000 und 25.000 € an Preisgeldern vergeben. Die Fördersumme richtet sich dabei nach dem finanziellen Bedarf des Projektes und der Qualität des Antrages. Die Zahl der Preisträger ist variabel. Über die Vergabe der Förderpreise entscheiden in beiden Fachbereichen mehrere Gutachter.

### Neurochirurgische Forschung
Im Bereich der neurochirurgischen Forschung wurden in der Vergangenheit insbesondere universitäre Forschungsprojekte aus den Bereichen Neuropsychologie, der Meningeom- sowie der Glioblastomforschung gefördert. Die Preisträger stammten sowohl vom UKSH Kiel als auch von den Universitätskliniken Jena, München oder Freiburg.

### Interkulturelle Kommunikation
Im Bereich der interkulturellen Kommunikation reicht die Bandbreite der Preisträger von künstlerischen und kulturellen Initiativen über schulische und universitäre Projekte bis hin zu Städtepartnerschaften. Zu den geförderten Projekten gehörten bspw. deutsch-französische Poetry Slams, Fotografieausstellungen, Rugby-Turniere, Austausch von Berufsschülern etc. Unter den Preisträgern finden sich Institutionen wie das Buddenbrookhaus Lübeck, aber auch zivile Initiativen wie der Partnerschaftsausschuss der Gemeinde Kosel.